# Staatliches Gymnasium Holzkirchen
Das Staatliche Gymnasium Holzkirchen ist ein  naturwissenschaftlich-technologisches und ein wirtschaftswissenschaftliches Gymnasium mit wirtschaftlichem Profil. In beiden Ausbildungsrichtungen ist Englisch die erste Fremdsprache, gefolgt von Latein oder Französisch als zweiter Fremdsprache ab der Jahrgangsstufe 6. An der Schule werden auch viele Wahlkurse angeboten, darunter beispielsweise Chinesisch und Robotics.
Mit dem Schuljahr 2014/15 nahm die Schule unter dem Gründungsdirektor Axel Kisters als drittes Gymnasium im Landkreis Miesbach ihren Betrieb auf. Im Schuljahr 2023/24 besuchten 857 Schüler in den Jahrgangsstufen 5 bis 12 das Staatliche Gymnasium Holzkirchen.

## Schulprofil
Das pädagogische Konzept besteht aus vier grundlegende Säulen: Notenkonzept, Doppelstundenprinzip, Lehrerraumprinzip, Vertretungsstundenkonzept.

### Notenkonzept
Im Rahmen des Notenkonzepts sollen alle erhobenen Leistungen entweder angekündigt, oder aber freiwillig sein. Diese Maxime ist mit Beschluss der ersten Lehrerkonferenz nach der Gründung für alle Lehrkräfte in allen Unterrichtsfächern und Jahrgangsstufen bindend. Damit werden zwei zentrale Zielsetzungen verfolgt: Der Abbau von Schulstress sowie die Steigerung der Eigenverantwortlichkeit der Schüler.

### Doppelstundenprinzip
Der Unterricht aller Fächer soll grundsätzlich in Doppelstunden organisiert sein verbunden mit der Zielsetzungen, die Zahl der an einem Schultag vorzubereitenden Fächer zu reduzieren sowie durch eine Entschleunigung des Unterrichtsgeschehens den organisatorischen Rahmen für schülerzentrierte Unterrichtsformen zu bieten.

### Lehrraumprinzip
Organisatorisch wird das pädagogisch-didaktische Konzept durch das Lehrerraumprinzip  gestützt. Durch die Bindung von Lehrkräften an feste Räume soll sichergestellt werden, dass alle für die Binnendifferenzierung sowie die Wochenplanarbeiten notwendigen Materialien sowie weitere Hilfsmittel wie etwa Atlanten, Wörterbücher, Bibeln etc. griffbereit vor Ort zur Verfügung stehen.

### Vertretungsstundenkonzept
Das Vertretungsstundenkonzept des Staatlichen Gymnasiums Holzkirchen zielt auf eine vollständige wie pädagogisch und didaktisch sinnvolle Vertretung ausfallenden Regelunterrichts und baut auf dem pädagogischen Gesamtkonzept der Schule auf.
Grundsätzlich soll jede ansonsten ausfallende Unterrichtsstunde am Vormittag vertreten werden. Dabei sollen nach Möglichkeit entweder Fachlehrer eingesetzt werden, die von dem von ihnen zu vertretenden Kollegen mit Arbeitsmaterialien versorgt werden bzw. Lehrerkräfte, die selbst in der entsprechenden Klasse unterrichten.
Als Folge der überwiegend schülerzentrierten Unterrichtsformen sollen die Schüler zudem häufig bereits mit der Erledigung von Wochenplanarbeiten beschäftigt sein, die in Vertretungssituationen fortgeführt werden können. Darüber hinaus sollen die Fachschaften Material für alle Jahrgangsstufen bereitstellen, die in Vertretungsstunden zum Wiederholen und Üben eingesetzt werden können.

## Preisträger i.s.i. 2018
Im Schuljahr 2017/18 gewann das Staatliche Gymnasium Holzkirchen den Wettbewerb i.s.i. 2018. Die Abkürzung i.s.i. steht für Innere Schulentwicklung & Schulqualität Innovationspreis. Die Jury würdigte die pädagogischen Konzepte, insbesondere das Notenkonzept sowie die schüleraktivierenden und kompetenzorientierten Unterrichtsmethoden. In der Laudatio wurde die Schule darüber hinaus für ihren vorbildlichen, systematischen und zielgerichteten Qualitätsmanagementprozess gelobt.

## Fahrtenkonzept
Als Schulfahrten werden für die Jahrgangsstufe 6 ein einwöchiger Schullandheimaufenthalt und in der Jahrgangsstufe 7 ein Skilager angeboten. Für die 8. Jahrgangsstufe besteht die Möglichkeit eines Schüleraustauschs mit der Cardinal Newman Catholic School in Hove, England. In der neunten Klasse gibt es einen weiteren Schüleraustausch nach Frankreich.

## Partnerschulen
Seit 2015 besteht mit den gemeinnützigen Hilfsorganisation United World Schools und Con Cultures eine Partnerschaft, um den Aufbau von Schulen in Nepal zu unterstützen. Nach der erfolgreichen Übergabe der ersten Schule im Dorf Gufa an den Staat wird die Partnerschaft nun mit dem Aufbau einer zweiten Schule in Mabir in der nepalesischen Region Sankhuwasabha weitergeführt.

## Gebäude
Das Gymnasium wurde im ÖPP-Verfahren nach einer Bauzeit von knapp eineinhalb Jahren (Juni 2013 bis September 2014) fertiggestellt.